# Victor Jory
Victor Jory (Dawson City, 23 novembre 1902 – Santa Monica, 12 febbraio 1982) è stato un attore canadese.

## Biografia
Nato nel territorio dello Yukon ai primi del Novecento, durante il servizio militare sviluppò abilità e attitudini per il pugilato e il wrestling che lo accompagneranno per tutta la vita. In cinquant'anni di carriera, dall'esordio nel 1930 fino al ritiro dalle scene nel 1980, interpretò quasi 200 pellicole fra grande e piccolo schermo, molto spesso in ruoli di contorno, ma anche in parti da protagonista, in film molto spesso mai arrivati in Italia.
Il suo fisico massiccio, unito a uno sguardo vagamente sinistro, lo rese adatto a ruoli di personaggi prevalentemente negativi. Fra i suoi lavori, sempre in ruoli da comprimario, sono da ricordare Le avventure di Tom Sawyer (1938), in cui interpretò l'omicida Injun Joe, Via col vento (1939), nella parte del viscido sorvegliante Jonas Wilkerson, Pelle di serpente (1960), nel ruolo del duro marito di Anna Magnani, Anna dei miracoli (1962), nel ruolo del padre di Helen Keller, e Papillon (1973).

## Riconoscimenti
A Victor Jory è stata tributata una stella sulla Hollywood Walk of Fame al numero 6605 dell'Hollywood Boulevard.

## Filmografia

### Cinema
- L'orgoglio della legione (Pride of the Legion), regia di Ford Beebe (1930)
- Second Hand Wife, regia di Hamilton MacFadden (1933)
- Montagne russe (State Fair), regia di Henry King (1933)
- Marinai a terra (Sailor's Luck), regia di Raoul Walsh (1933)
- Infernal Machine, regia di Marcel Varnel (1933)
- Trick for Trick, regia di Hamilton MacFadden (1933)
- I Loved You Wednesday, regia di Henry King e William Cameron Menzies (1933)
- Orizzonti di fuoco (The Devil's in Love), regia di William Dieterle (1933)
- My Woman, regia di Victor Schertzinger (1933)
- Smoky, regia di Eugene Forde (1933)
- I Believed in You, regia di Irving Cummings (1934)
- L'isola degli agguati (Murder in Trinidad), regia di Louis King (1934)
- He Was Her Man, regia di Lloyd Bacon (1934)
- Gli occhi dell'anima (Pursued), regia di Louis King (1934)
- Madame du Barry, regia di William Dieterle (1934)
- Mill of the Gods, regia di Roy William Neill (1934)
- Party Wire, regia di Erle C. Kenton (1935)
- Espresso aerodinamico (Steamline Express), regia di Leonard Fields (1935)
- I deportati (Escape from Devil's Island), regia di Albert S. Rogell (1935)
- Too Tough to Kill, regia di D. Ross Lederman (1935)
- White Lies, regia di Leo Bulgakov (1935)
- Il sogno di una notte di mezza estate (A Midsummer Night's Dream), regia di William Dieterle, Max Reinhardt (1935)
- Hell-Ship Morgan, regia di D. Ross Lederman (1936)
- Desiderio di re (The King Steps Out), regia di Josef von Sternberg (1936)
- Meet Nero Wolfe, regia di Herbert J. Biberman (1936)
- Rangle River, regia di Clarence G. Badger (1936)
- Glamorous Night, regia di Brian Desmond Hurst (1937)
- Il mistero di Cambridge (Bulldog Drummond at Bay), regia di Norman Lee (1937)
- First Lady, regia di Stanley Logan (1937)
- Le avventure di Tom Sawyer (The Adventures of Tom Sawyer), regia di Norman Taurog (1938)
- Wings of the Navy, regia di Lloyd Bacon (1939)
- Blackwell's Island, regia di William C. McGann (1939)
- Gli avventurieri (Dodge City), regia di Michael Curtiz (1939)
- Women in the Wind, regia di John Farrow (1939)
- La strage di Alamo (Man of Conquest), regia di George Nichols jr. (1939)
- Susanna e le giubbe rosse (Susannah of the Mounties), regia di Walter Lang e William A. Seiter (1939)
- Morire all'alba (Each Dawn I Die), regia di William Keighley (1939)
- Sono colpevole (I Stole a Million), regia di Frank Tuttle (1939)
- Call a Messenger, regia di Arthur Lubin (1939)
- Via col vento (Gone with the Wind), regia di Victor Fleming (1939)
- The Shadow, regia di James W. Horne (1940)
- The Light of Western Stars, regia di Lesley Selander (1940)
- The Lone Wolf Meets a Lady, regia di Sidney Salkow (1940)
- River's End, regia di Ray Enright (1940)
- Girl from Havana, regia di Lew Landers (1940)
- Cherokee Strip, regia di Lesley Selander (1940)
- The Green Archer, regia di James W. Horne (1940)
- Knights of the Range, regia di Lesley Selander (1940)
- Give Us Wings, regia di Charles Lamont (1940)
- La signora dai capelli rossi (Lady with Red Hair), regia di Curtis Bernhardt (1940)
- Border Vigilantes, regia di Derwin Abrahams (1941)
- I tre moschettieri del Missouri (Bad Men of Missouri), regia di Ray Enright (1941)
- Città di avventurieri (Wide Open Town), regia di Lesley Selander (1941)
- Charlie Chan a Rio, regia di Harry Lachman (1941)
- Riders of the Timberline, regia di Lesley Selander (1941)
- The Stork Pays Off, regia di Lew Landers (1941)
- Secrets of the Lone Wolf, regia di Edward Dmytryk (1941)
- Shut My Big Mouth, regia di Charles Barton (1942)
- Tombstone: The Town Too Tough to Die, regia di William C. McGann (1942)
- Power of the Press, regia di Lew Landers (1943)
- Hoppy Serves a Writ, regia di George Archainbaud (1943)
- I conquistatori del West (Buckskin Frontier), regia di Lesley Selander (1943)
- Leather Burners, regia di Joseph Henabery (1943)
- Colt Comrades, regia di Lesley Selander (1943)
- La città rubata (The Kansan), regia di George Archainbaud (1943)
- Bar 20, regia di Lesley Selander (1943)
- The Unknown Guest, regia di Kurt Neumann (1943)
- Gli amori di Carmen (The Loves of Carmen), regia di Charles Vidor (1948)
- La favorita del maresciallo (The Gallant Blade), regia di Henry Levin (1948)
- Hai sempre mentito (A Woman's Secret), regia di Nicholas Ray (1949)
- Il ranch delle tre campane (South of St. Louis), regia di Ray Enright (1949)
- Amore selvaggio (Canadian Pacific), regia di Edwin L. Marin (1949)
- L'inafferrabile (South Man of the Plains), regia di Edwin L. Marin (1949)
- All'alba giunse la donna (The Captures), regia di John Sturges (1950)
- Il ponte dei senza paura (The Cariboo Trail), regia di Edwin L. Marin (1950)
- Il ribelle dalla maschera nera (The Highway Man), regia di Lesley Selander (1950)
- Non cedo alla violenza (Cave of Outlaws), regia di William Castle (1951)
- La cavalcata dei diavoli rossi (Flaming Feather), regia di Ray Enright (1952)
- Il figlio di Alì Babà (Son of Ali Babà), regia di Kurt Neumann (1952)
- Il massacro di Tombstone (Toughest Man in Arizona), regia di R.G. Springsteen (1952)
- Il traditore di Forte Alamo (The Man from the Alamo), regia di Budd Boetticher (1953)
- Quei fantastici razzi volanti (Cat-Women of the Moon), regia di Arthur Hilton (1953)
- La valle dei re (Valley of the Kings), regia di Robert Pirosh (1954)
- Sabaka - Il demone del fuoco (Sabaka), regia di Frank Ferrin (1954)
- Il tesoro dei corsari (Manfish), regia di W. Lee Wilder (1956)
- Il Robin Hood del Rio Grande (Blackjack Ketchum, Desperado), regia di Earl Bellamy (1956)
- Il diabolico avventuriero (Death of a Scoundrel), regia di Charles Martin (1956)
- Prigionieri dell'eternità (The Man Who Turned to Stone), regia di Lázló Kardos (1957)
- La maschera nera di Cedar Pass (The Last Stagecoach West), regia di Joseph Kane (1957)
- Pelle di serpente (The Fugitive Kind), regia di Sidney Lumet (1960)
- Anna dei miracoli (The Miracle Worker), regia di Arthur Penn (1962)
- Il grande sentiero (Cheyenne Autumn), regia di John Ford (1964)
- Il mosaico del crimine (Jigsaw), regia di James Goldstone (1968)
- A Time for Dying, regia di Budd Boetticher (1969)
- Sergente Flep indiano ribelle (Flep), regia di Carol Reed (1970)
- Papillon, regia di Franklin J. Schaffner (1973)
- I giganti del West (The Mountain Men), regia di Richard Lang (1980)

### Televisione
- General Electric Theater – serie TV, episodio 2x21 (1954)
- Kings Row – serie TV, episodio 1x05 (1955)
- Climax! – serie TV, episodi 1x16-2x18-3x45 (1955-1957)
- Scienza e fantasia (Science Fiction Theatre) – serie TV, episodio 2x07 (1956)
- TV Reader's Digest – serie TV, episodi 2x27-2x35 (1956)
- The Alcoa Hour – serie TV, episodio 2x03 (1956)
- Telephone Time – serie TV, episodio 2x02 (1956)
- The 20th Century-Fox Hour – serie TV, episodio 2x14 (1957)
- Crossroads – serie TV, episodio 2x24 (1957)
- Pursuit – serie TV, episodio 1x10 (1958)
- Ricercato vivo o morto (Wanted: Dead or Alive) – serie TV, episodio 1x27 (1959)
- Gli uomini della prateria (Rawhide) – serie TV, episodio 4x28 (1962)
- The New Breed – serie TV, episodi 1x18-1x19 (1962)
- Hawaiian Eye – serie TV, episodio 4x03 (1962)
- The Wide Country – serie TV, episodio 1x15 (1963)
- L'ora di Hitchcock (The Alfred Hitchcock Hour) – serie TV, episodio 1x32 (1963)
- La legge del Far West (Temple Houston) – serie TV, episodio 1x01 (1963)
- La grande avventura (The Great Adventure) – serie TV, episodio 1x16 (1964)
- La legge di Burke (Burke's Law) – serie TV, episodio 2x08 (1964)
- Il virginiano (The Virginian) – serie TV, 5 episodi (1964-1969)
- Bonanza – serie TV, episodio 7x17 (1966)
- Iron Horse – serie TV, episodio 1x05 (1966)
- Le spie (I Spy) – serie TV, episodio 1x21 (1966)
- I sentieri del west (The Road West) – serie TV, episodio 1x16 (1967)
- Kronos - Sfida al passato (The Time Tunnel) – serie TV, episodio 1x23 (1967)
- Ai confini dell'Arizona (The High Chaparral) – serie TV, episodio 1x25 (1968)

## Doppiatori italiani
- Cesare Fantoni in Morire all'alba, Via col vento
- Sandro Ruffini in Gli amori di Carmen, Il traditore di Forte Alamo
- Giorgio Capecchi in Amore selvaggio, Pelle di serpente
- Gualtiero De Angelis in La città rubata
- Emilio Cigoli in Il figlio di Alì Babà
- Renato Turi in Il diabolico avventuriero
- Stefano Sibaldi in Prigionieri dell'eternità
- Bruno Persa in Anna dei miracoli
- Marcello Tusco in Via col vento (ridoppiaggio)